# Erich Lüdecke
Erich Lüddeke (Schreibweise sic, * 24. November 1922 in Klein Steimke) ist ein ehemaliger deutscher Fußballtrainer und -spieler auf unterschiedlichen Positionen.

## Fußballerische Laufbahn
Lüddeke soll bis 1945 Eintracht Braunschweig angehört haben, ehe er noch im Herbst desselben Jahres (bis November 1945) für die SG Cottbus Ost auflief. Kurzzeitig folgte von Dezember 1945 bis Ende März 1946 seine nächste Vereinsstation bei der SG Ströbitz, ehe er sich wieder Cottbus Ost von Mai 1946 bis 1950 anschloss. In den Jahren 1947 und 1948 gewann er die Landesmeisterschaft von Brandenburg. Danach übte er für die BSG Fortschritt Meerane in der DDR-Oberliga von 1950 bis 1951 das Amt des Spielertrainers aus. In gleicher Position war er bei BSG Fortschritt Cottbus von 1951 bis 1952 tätig. Von 1952 bis 1954 war er nochmals zwei Jahre Spielertrainer bei BSG Chemie Großräschen.
In Cottbus spielte Lüddeke im Lauf der Jahre für nominell sechs unterschiedliche SGen und BSGen (siehe „Herren“), doch scheint es sich mit Ausnahme der BSG Lokomotive um Vereins- bzw. Gemeinschafts-Namensänderungen gehandelt zu haben.
An Spielereinsätzen werden notiert:
- 20 DS-Oberligaspiele mit 2 Toren
- 71 DDR-Ligaspiele mit 2 Toren

Als Trainer wirkte Lüddeke bei BSG Lokomotive Cottbus (anfangs Spielertrainer, von 1954 bis 1959 als Trainer), SG Dynamo Cottbus (1960 bis 1966), Bezirkstrainer Cottbus (1966 bis 1967), BSG Stahl Eisenhüttenstadt (Nachwuchs, 1967 bis 1968), BSG Stahl Eisenhüttenstadt (1968 bis 1969), BSG Energie Cottbus (1969 bis 1971) und zuletzt bei der BSG Aktivist Schwarze Pumpe Hoyerswerda von 1971 bis 1974. Mit Eisenhüttenstadt erreichte er 1969 den Oberligaaufstieg. Danach setzte ihn der Fußballbezirks-Fachausschuss Cottbus als Bezirkstrainer ein.

## Der andere Lüddecke
Gerhard „Bratze“ Lüddecke (sic) rückte 1939 aus der Jugendabteilung des VfB Peine in dessen 1. Mannschaft auf, spielte in der Zeit zwischen 1947/48 und 1951 wieder in seiner Heimatstadt und wechselte dann vom dortigen FSV in die 2. Liga West zum SSV Hagen. Er war am 14. März 1922 geboren und somit ein anderer, wenngleich aus derselben Gegend stammender Fußballer. 1952 kehrte er wieder zum VfB Peine zurück, bevor er sich 1953 Sparta Nordhorn anschloss. Welcher der beiden ab 1940/41 bei Eintracht Braunschweig gespielt hatte, ist nicht sicher (nach Leske war es Erich), doch deuten die Eintracht-Vereinsnachrichten eher auf Gerhard.  